# Funzione operativa
Per Funzione operativa si intendono "le attività militari a carattere omogeneo che, combinate tra loro, consentono l'efficace ed armonico sviluppo di un'operazione militare"
Le Funzioni Operative nella guerra terrestre sono le seguenti:
- Comando e Controllo nota anche come, C2
- Combattimento[2]
- Supporto al combattimento[3]
- Intelligence
- RSTA/RISTA
- Inganno
- Sicurezza e protezione nota anche come Protezione delle forze
- Difesa NBC
- Guerra elettronica
- Cooperazione Civile-Militare nota anche come CIMIC o COCIM
- Operazioni psicologiche
- Pubblica informazione
- Pianificazione post-conflitto
- Sostegno logistico

Di queste le funzioni fondamentali che vengono sempre attivate in quanto indispensabile per la buona riuscita delle operazioni militari sono il Comando e Controllo, il sostegno logistico, l'intelligence e il RSTA.